# Sauce émulsionnée
Une émulsion est mélange homogène, stable ou non, de deux phases normalement non miscibles entre elles.
Types de sauces émulsifiées :
- Les sauces émulsifiées instables froides
- Les sauces émulsifiées stables froides
- Les sauces émulsifiées instables chaudes
- Les sauces émulsifiées semi-coagulées chaudes

## Sauces émulsifiées instables froides
Les sauces de cette catégorie ne sont jamais vraiment liées entre elles. Elles apparaissent comme émulsifiées, mais elle se dissocie spontanément avec le temps.  
Sauce vinaigrette
- Ingrédients : huile, vinaigre, sel, poivre

Coulis de tomates
- Ingrédients : tomates bien mûres, concentre de tomates, ketchup, vinaigre de vin, huile d’olive, sel, poivre et facultativement  du basilic ou cerfeuil et du estragon ou ciboulette pour parfumer.

## Sauces émulsifiées stables froides
Les sauces de cette catégorie sont vraiment liées entre elles. Il y a toujours au moins un élément liant, dans la mayonnaise, par exemple, c'est la lécithine du jaune d'œuf qui lie entre l'eau de l'huile et l'air incorporé.
Sauce mayonnaise
Ingrédients : huile, œufs (jaunes), moutarde, vinaigre d’alcool coloré, sel, poivre (pour la mayonnaise classique on n’utilise pas de moutarde).
- Sauces dérivées de la mayonnaise
- andalouse ;
- cocktails ;
- mousquetaire ;
- tartare ;
- verte ;
- aïoli ;
- collée ;
- chantilly ;
- gribiche.

## Sauces émulsifiées instables chaudes
Les sauces de cette catégorie ne sont jamais vraiment liées entre elles. Elles apparaissent comme émulsifiées, mais elle se dissocie en certaines conditions parce que l’élément liant est stable, mais seulement à certaines conditions : température, acidité.
Dans le beurre fondu, l'élément liant est le petit lait du beurre qu'au-delà de 30 °C se dissocie de la matière grasse du beurre en dissociant la sauce aussi.
Sauce beurre fondu
- Ingrédients : beurre d’excellente qualité (A.O.C.), eau, jus de citron, sel et poivre.

Beurre blanc
- Sauces dérivées du beurre blanc :
- beurre blanc à la crème
- beurre blanc au cidre
- beurre rouge (au vin rouge)

## Sauces émulsifiées stables chaudes ou semi-coagulées
Les sauces de cette catégorie sont vraiment liées entre elles, car un l'élément liant est coagulé au-delà d'une certaine température est puis il est transformé dans un état irréversible donc stable.
Sauce hollandaise
- Sauces dérivées de la hollandaise :
- moutarde ;
- mousseline ou vierge ;
- maltaise ;
- mikado ;
- sabayon dont l’appellation correspond à la garniture.

Sauce béarnaise
- Sauces dérivées de la béarnaise :
- choron ;
- foyot ou valois ;
- sauce tyrolienne ;
- paloise ;
- corail ;
- bavaroise.